# Allsvenskan de 2008
A Primeira Divisão do Campeonato Sueco de Futebol da temporada 2008, denominada oficialmente de Allsvenskan 2008, foi a 84º edição da principal divisão do futebol sueco. O campeão foi o Kalmar FF que conquistou seu 1º título nacional e se classificou para a Liga dos Campeões da UEFA de 2009-10.

## Classificação final
| Pos. | Equipe          | J  | V  | E  | D  | GP | GC | SG  | Pts |
| ---- | --------------- | -- | -- | -- | -- | -- | -- | --- | --- |
| 1    | Kalmar FF       | 30 | 20 | 4  | 6  | 70 | 33 | 38  | 64  |
| 2    | IF Elfsborg     | 30 | 19 | 6  | 5  | 49 | 18 | 31  | 63  |
| 3    | IFK Göteborg    | 30 | 15 | 9  | 6  | 50 | 26 | 24  | 54  |
| 4    | Helsingborgs IF | 30 | 16 | 6  | 8  | 54 | 41 | 13  | 54  |
| 5    | AIK             | 30 | 12 | 9  | 9  | 36 | 32 | 4   | 45  |
| 6    | Malmö FF        | 30 | 12 | 8  | 10 | 51 | 46 | 5   | 44  |
| 7    | Örebro SK       | 30 | 11 | 9  | 10 | 36 | 39 | -3  | 42  |
| 8    | Halmstads BK    | 30 | 11 | 8  | 11 | 41 | 38 | 3   | 41  |
| 9    | Hammarby IF     | 30 | 11 | 8  | 11 | 44 | 51 | -7  | 41  |
| 10   | Trelleborgs FF  | 30 | 9  | 13 | 8  | 33 | 31 | 2   | 40  |
| 11   | GAIS            | 30 | 9  | 11 | 10 | 30 | 36 | -6  | 38  |
| 12   | Djurgården IF   | 30 | 9  | 9  | 12 | 30 | 41 | -11 | 36  |
| 13   | Gefle IF        | 30 | 7  | 7  | 16 | 33 | 42 | -9  | 28  |
| 14   | Ljungskile SK   | 30 | 6  | 6  | 18 | 23 | 52 | -29 | 24  |
| 15   | GIF Sundsvall   | 30 | 5  | 7  | 18 | 26 | 54 | -28 | 22  |
| 16   | IFK Norrköping  | 30 | 4  | 8  | 18 | 31 | 58 | -27 | 20  |

## Premiação
| Allsvenskan 2008              |
| Sweden                        |
| ----------------------------- |
| KALMAR FF Campeão (1º título) |

## Artilharia
| Jogador          | Clube           | Gols |
| ---------------- | --------------- | ---- |
| Patrik Ingelsten | Kalmar FF       | 19   |
| Anselmo          | Halmstads BK    | 15   |
| Viktor Elm       | Kalmar FF       | 15   |
| Charlie Davies   | Hammarby IF     | 14   |
| Henrik Larsson   | Helsingborgs IF | 14   |
| Ola Toivonen     | Malmö FF        | 14   |
| Hans Berggren    | Gefle IF        | 11   |
| Iván Óbolo       | AIK             | 10   |